# Lipasa pancreática
La lipasa pancreática es una enzima (EC 3.1.1.3) con un peso molecular de 45 000 daltons
que se produce en el páncreas y se secreta en el intestino delgado donde ayuda a descomponer los triglicéridos procedentes de la ingesta para convertirlos en ácidos grasos libres y monogliceridos y hacer posible su absorción intestinal. La ausencia de lipasa pancreática provoca aumento del contenido de grasa en las heces (esteatorrea).

## Origen
El páncreas es un órgano con gran capacidad de producción de proteínas, muchas de ellas son enzimas que a través de los conductos biliares llegan al intestino para hacer posible el proceso de digestión. Las células acinares del páncreas son las que sintetizan estas enzimas, entre ellas la lipasa pancreática, pero también enzimas proteolíticas y glucolíticas como la amilasa. La síntesis tiene lugar en el retículo endoplásmico de la célula, desde allí son transportadas al aparato de Golgi donde son modificadas y finalmente secretadas mediante un proceso de exocitosis.

## Acción

La lipasa pancreática es una glicerol-éster-hidrolasa que actúa sobre los triglicéridos y produce dos ácidos grasos libres y un monoglicérido. Para realizar su acción precisa de la colipasa, una pequeña proteína también presenta en el jugo pancreático.

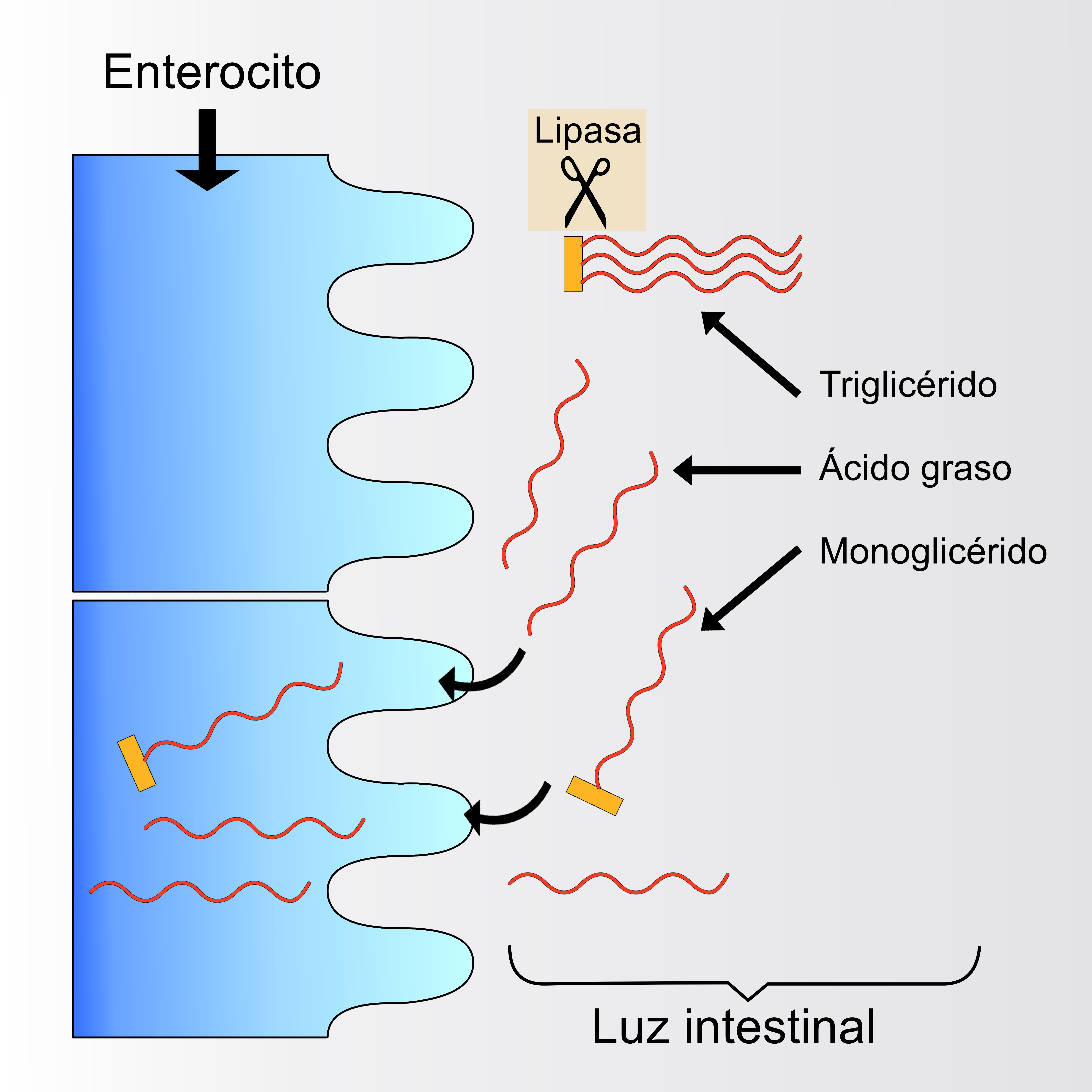
La acción de la lipasa sobre los triglicéridos hace posible la absorción intestinal de las grasas.

## Enfermedades
Los niveles elevados de lipasa en sangre son indicativos de la existencia de enfermedades que afectan al páncreas, por ejemplo pancreatitis aguda y cáncer de páncreas, también pueden estar elevados en la insuficiencia renal y la colecistitis aguda. Cuando el páncreas no produce suficiente cantidad de lipasa, por ejemplo en la pancreatitis crónica, se produce esteatorrea que consiste en la presencia de gran cantidad de grasa en las heces por dificultad de absorción.